# Yazgünü
Yazgünü (türkisch für Sommertag) (kurd. Hupus, Xups) ist ein Dorf im Landkreis Kiğı der türkischen Provinz Bingöl. Yazgünü ist ein ehemals armenisches und nun mehrheitlich von Kurden bewohntes Dorf. Es liegt 25 km südwestlich von Kiğı.
Im Jahre 2009 wohnten hier 72 Menschen. Im Jahre 1985 hatte die Zahl der Einwohner noch bei 621 gelegen. Yazgünü ist an das Telefonnetz angeschlossen. Zum Dorf führen unbefestigte Wege.
Vor der Umbenennung zum heutigen Namen hieß das Dorf Hupus. Dieser Name ist armenischen Ursprungs und auch im türkischen Grundbuch verzeichnet.